# لازان، آلمان
شهر لازان، آلمان (به آلمانی: Lassan, Germany) در ایالت مکلنبورگ-فورپومن در کشور آلمان واقع شده‌است.